# 前頭のぶちかましRADIO
前頭のぶちかましRADIO（まえがしらのぶちかましラジオ）は、2002年10月から2007年3月まで中国放送（RCCラジオ）で毎週月曜日21:50 - 24:00に生放送されていたラジオ番組。
パーソナリティは、maegashiraのヴォーカル野上智行とHIPPY（イシカワヒロキ）。
放送時間は2004年8月1日までは毎週日曜日だったが、同年8月2日より月曜日に変更され、2005年3月までは22:00からの放送だったが、4月から現在の21:50からの放送と10分拡大した。
兄弟番組にモノイイ（土23:05 - 23:10）があったが、こちらも2007年3月31日をもって終了した。

## タイムテーブル
- 21:50 オープニング ぶちかまし
- 22:00 ぶちかまし フリートーク
- 22:15 お前は誰だっ!
- 22:50 助けてトクエモンorヒピエモン!
- 22:55 中国新聞ニュース
- 23:00 パナ・プッシュ!プッシュ!GT(ジーティー)
- 23:30 アナログ親方!!
- 23:40 今週のつっぱり相撲
- 23:50 エンディング ぶちかまし

## 全コーナー
- お前は誰だっ!…「よく見かけるけど名前をしらない」「本当はこんな名前だと思う」というモノに名前を付けていくコーナー
- QUIZ・カシラ TO ガッチンコ！！…リスナーが電話でクイズに挑戦するコーナー。賞金は最大9000円
- 教えて!ポクモンさん…リスナーからの疑問質問難問に答えていく
- パナ・プッシュ!プッシュ!GT…ドラム・パナが一押しナンバーを紹介する
- アナログ親方!!…RCCのレコード室にあるアナログレコードの曲を、クジを引いて曲を流す
- 今週のつっぱり相撲…一言ボケのネタコーナー
- 金どこのコーナー…～世の中に一つでも大旋風を一つでも起こした「金星さん!」そんな金星さんたちが、どこにいるか?何をしているのか?」をリスナーのみんなに、『金星さん情報を、勝手に創造して、投稿して欲しい!!』と言うネタコーナー
- ぶちかましアタック25…前頭のどちらか一人と、リスナーがクイズで勝負。リスナーが勝てば3000円をプレゼント
- 前頭22時50分…「考えると夜も眠れない･･･」そんなリスナーからの素朴な疑問を前頭が答える
- ぶちかまし番付…世の中のあらゆることを「お題」にした、三段オチコーナー
- かしらの体操…毎週、エンディングになぞなぞ等を宿題に出す